# بوبي موس
بوبي موس (بالإنجليزية: Bobby Moss)‏ هو لاعب كرة قدم بريطاني، ولد في 13 فبراير 1952 في Chigwell ‏ في المملكة المتحدة، وتوفي في 1 أغسطس 2010 في رومفورد في المملكة المتحدة. لعب مع كولتشستر يونايتد ونادي بارنت ونادي تشيلمسفورد ونادي دوفر ونادي فوكستون ونادي ليتون أورينت ونادي ويلدستون لكرة القدم ونادي ويمبلدون.